# Provinzen Serbiens

Karte Serbiens mit eingezeichneten Grenzen der Provinzen

Die Provinzen Serbiens (serbisch Покрајине Pokrajine) sind nach der Verfassung Serbiens aus dem Jahr 2006 die autonome Provinz Vojvodina im Norden und die autonome Provinz Kosovo und Metochien im Süden. Zentralserbien untersteht direkt der Regierung Serbiens in Belgrad. Die beiden Provinzen nehmen etwas mehr als ein Drittel der Gesamtfläche Serbiens ein. De facto ist Kosovo und Metochien heute identisch mit dem souveränen Staat Kosovo.
Sie knüpfen historisch gesehen an die (1974 in dieser Form geschaffenen) „Autonomen Provinzen“ Serbiens innerhalb der Sozialistischen Föderativen Republik Jugoslawien an.
Die autonome Provinz Kosovo und Metochien steht seit 1999 unter der Verwaltung der UNMIK. Am 17. Februar 2008 hat die sogenannte Republik Kosovo die (international umstrittene) Unabhängigkeit von Serbien erklärt. Laut der serbischen Verfassung bildet die Provinz einen untrennbaren Teil der Republik Serbien, die sich dabei auch auf die UN-Resolution 1244 aus dem Jahr 1999 beruft.
|                | Provinz                  | Hauptstadt | Fläche (km²) | Einwohner        |
| -------------- | ------------------------ | ---------- | ------------ | ---------------- |
| 1              | Vojvodina                | Novi Sad   | 21.614       | 1.861.863 (2018) |
| 2              | Kosovo und Metochien (a) | Priština   | 10.908       | 1.761.985 (2021) |
| zum Vergleich: | Zentralserbien           | Belgrad    | 55.975       | 5.120.741 (2018) |